# Croix de Chavaux (Métro Paris)

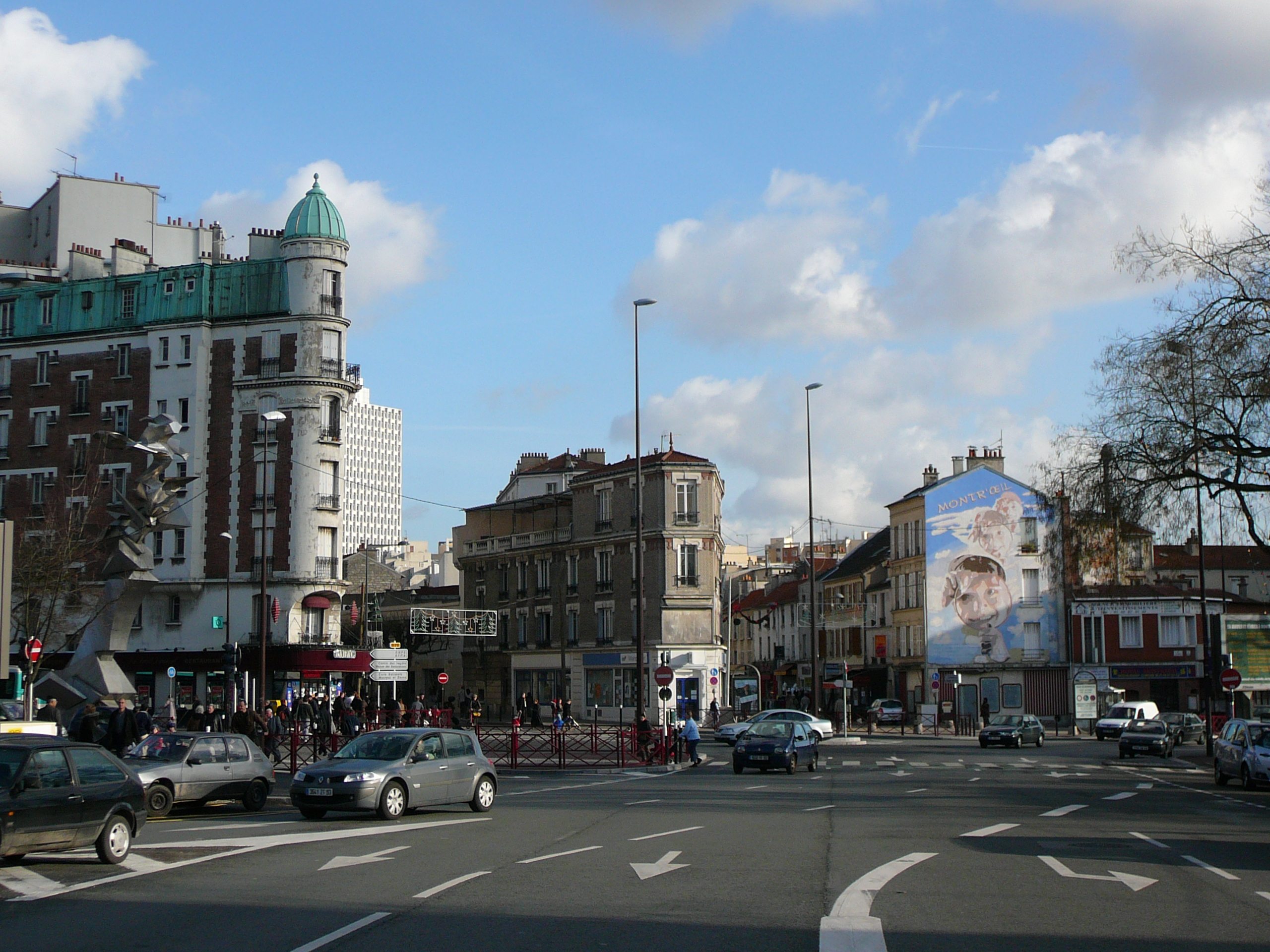
Der Place Jacques Duclos oberhalb der Station

Croix de Chavaux ist eine unterirdische Station der Pariser Métro. Die Station befindet sich unterhalb der Rue de Paris und dem Place Jacques Duclos im Pariser Vorort Montreuil und wird von der Métrolinie 9 bedient.
Die Station wurde am 14. Oktober 1937 in Betrieb genommen, als der letzte Abschnitt der Linie 9 von der Station Porte de Montreuil bis zur Station Mairie de Montreuil eröffnet wurde.